# ぶらり路上プロレス
『ぶらり路上プロレス』（ぶらりろじょうぷろれす）は2016年12月7日からAmazonプライム・ビデオにて配信された旅番組。副題は『ROJO PRO WRESTLING』。

## 概要
芸人・博多大吉とプロレス団体「DDT」のレスラーで行う「街ぶらバラエティー」。ただし各地にはびこる悪のレスラーたちが「街ぶら」中に強襲。毎回街中でプロレスの試合が巻き起こる。
旅番組に必須の観光要素、グルメ要素にプロレス要素を加えた旅情アクションバラエティ。高木三四郎は場外乱闘の拡大解釈版と解釈している。
レギュラー出演者は案内人の博多大吉だけであるが、旅人の高木三四郎、敵役としても出演する男色ディーノ、伊橋剛太が事実上レギュラー出演。たまたま居合わせてしまった実況・解説という体で村田晴郎、鶴見亜門が準レギュラー出演している。

## 出演者

### 案内人
博多大吉
プロレス好きの常識人。出演アイドルやプロレスラーに旅番組の常識をレクチャーする。毎回のように男色ディーノに襲われ唇を奪われている。

## 配信リスト
| 配信開始日    | 話数   | サブタイトル                              | 旅人 | 敵レスラー                                                  |
| ------------- | ------ | ----------------------------------------- | --- | ----------------------------------------------------------- |
| 第1シーズン   |        |                                           | |                                                             |
| 2016年12月7日 | 第1話  | 神田 勃発編                               | 原幹恵、稲村亜美 【ゲスト】ザ・グレート・カブキ | 男色ディーノ、伊橋剛太                                      |
| 12月7日       | 第2話  | 神田 激闘編                               | 原幹恵、稲村亜美、赤井沙希 | 男色ディーノ、アントーニオ本多、トランザム★ヒロシ、伊橋剛太 |
| 12月21日      | 第3話  | アメ横編                                  | 中村静香、赤井沙希 【ゲスト】越中詩郎 | 伊橋剛太                                                    |
| 12月21日      | 第4話  | アメ横大乱闘編                            | 中村静香、赤井沙希 | 勝俣瞬馬、大石真翔、MAO（NωA）                              |
| 2017年1月13日 | 第5話  | 冬の江の島編                              | 菊地亜美、大川藍 | 大鷲透、伊橋剛太                                            |
| 1月13日       | 第6話  | 季節外れの夏男襲来編                      | 菊地亜美、大川藍 | HARASHIMA、大鷲透、伊橋剛太                                 |
| 1月27日       | 第7話  | 箱根 湯けむり旅編                         | 松元絵里花、和地つかさ | 佐々木大輔、マッド・ポーリー、遠藤哲哉                      |
| 1月27日       | 第8話  | 箱根登山編                                | 松元絵里花、和地つかさ | 佐々木大輔、マッド・ポーリー、遠藤哲哉                      |
| 2月10日       | 第9話  | 横浜中華街 混乱編                         | 菊地亜美、才木玲佳 | KUDO、高梨将弘、坂口征夫                                    |
| 2月10日       | 第10話 | 横浜中華街 決着編                         | 菊地亜美、才木玲佳 | KUDO、高梨将弘、坂口征夫                                    |
| 2月24日       | 第11話 | 小田原 開眼編                             | 入矢麻衣、白井真緒 | グレート小鹿、トランザム☆ヒロシ、アントーニオ本多           |
| 2月24日       | 第12話 | 番外編                                    | 菊地亜美 | ―                                                           |
| 3月24日       | 第13話 | 千葉 東京ドイツ村 女たちの醜い争い編      | 佐保明梨（アップアップガールズ（仮）、伊藤麻希（LinQ）、まお（せのしすたぁ）、大橋ミチ子（Pottya）、道江幸子（フラップガールズスクール）、佐藤千聖（ワクワクギルル） | ―                                                           |
| 3月24日       | 第14話 | 千葉 東京ドイツ村 女たちの醜い争い決勝編  | 佐保明梨（アップアップガールズ（仮）、伊藤麻希（LinQ）、まお（せのしすたぁ）、大橋ミチ子（Pottya）、道江幸子（フラップガールズスクール）、佐藤千聖（ワクワクギルル） | ―                                                           |
| 3月24日       | 第15話 | 千葉 幕張アウトレット編                   | 大澤玲美、RaMu | 男色ディーノ、彰人、伊橋剛太                                |
| 4月14日       | 第16話 | 伊橋剛太 試練の5番勝負編                  | 和地つかさ | 坂口征夫、飯伏幸太、高木三四郎、アジャコング、前田日明      |
| 4月28日       | 第17話 | 巣鴨 おじいちゃんおばあちゃん激怒編       | 大石絵理、まえだゆう 【ゲスト】ザ・グレート小鹿 | 男色ディーノ、MAO、伊橋剛太                                 |
| 4月28日       | 第18話 | 池袋 街人呆然編                           | 大石絵理、まえだゆう | 大石真翔、大鷲透、樋口和貞                                  |
| 5月26日       | 第19話 | 1stシーズンFINAL 最後まで伊橋ドッキリ前編 | 菊地亜美、佐保明梨、大橋ミチ子、まお 【ゲスト】ウルトラマンダイナ | ゼットン                                                    |
| 5月26日       | 第20話 | 1stシーズンFINAL 最後まで伊橋ドッキリ後編 | 菊地亜美、佐保明梨、大橋ミチ子、まお | 把瑠都                                                      |

## 音楽
- オープニングテーマ「はっぴいえんど」歌：サザンオールスターズ
- エンディングテーマ「パワーホール」作曲：異母犯抄

- 挿入歌「Welcome To The Black Parade」歌：My Chemical Romance

## スタッフ
- ナレーション・実況：村田晴郎￼
- 企画構成：戸田倫彰

- 構成：大井洋一　工藤幸　塚本翔太

- 技術：ビジュアルコミュニケーションズ

- 美術：内藤佳奈子
- 音効：岡田淳一
- 協力：DDT、各地フィルムコミッション
- ディレクター：神山達也　吉田航　中平達将
- 演出：宮本将孝
- ブレーン：亀田剛
- プロデューサー：乾健蔵　高橋尚輝
- 制作著作：クリーク・アンド・リバー社

## その他
番組終了後の2017年8月20日、両国国技館「両国ピーターパン2017〜ピーターパン 二十歳になっても ピーターパン〜」ではダークマッチとして「ぶらり路上プロレス番外編」と題された試合が行われた。